# キャロライン・オブ・グレートブリテン
キャロライン・オブ・グレートブリテン（英語: Caroline of Great Britain、1713年6月10日 - 1757年12月28日）は、グレートブリテン王国の王女。ジョージ2世とキャロライン・オブ・アーンズバックの三女。

## 生涯

### 生い立ち
1713年6月10日（グレゴリオ暦）にハノーファー選帝侯領のハノーファーにあるヘレンハウゼン宮殿で生まれた。両親はゲオルク・アウグスト（後のグレートブリテン王ジョージ2世）とカロリーネ・フォン・アンスバッハ（ブランデンブルク＝アンスバッハ辺境伯ヨハン・フリードリヒの娘）だった。ハノーファー選帝侯の孫娘として、「カロリーネ・フォン・ハノーファー」（Caroline von Hannover）と呼ばれた。イギリスの1701年王位継承法に基づき、生まれた時点でイギリス王位継承順位で7位となった。1713年6月11日、ヘレンハウゼン宮殿で洗礼を受けた。

### グレートブリテン王女
1714年にアン女王が死去して、キャロラインの祖父ゲオルク・ルートヴィヒがジョージ1世としてグレートブリテン国王に即位すると、父ゲオルク・アウグストがプリンス・オブ・ウェールズになった。キャロラインは母や姉のアンとアメリアとともにイギリスに渡った。一家はロンドンのセント・ジェームズ宮殿に住み、キャロラインはグレートブリテン王女となった。1728年1月から2月にかけてのキャロラインの支出にはロンドンのプロテスタント組織への寄付が記載された。
1722年、母の指示により、メアリー・ウォートリー・モンタギューとチャールズ・メイトランドが広めた人痘接種法を受けて天然痘を防いだ。
キャロラインは母のキャロライン・オブ・アーンズバックが最も好きな娘であり、「真実を話すキャロライン・エリザベス」（the truth-telling Caroline Elizabeth）または「真実を愛する」（the truth-loving）と呼ばれた。王子や王女の間で意見の相違が生じたとき、ジョージ2世夫婦は「キャロラインを呼ぼう。そうしたら、私たちは真実を知るだろう！」（Send for Caroline, and then we shall know the truth!）と言ったという。

### 晩年

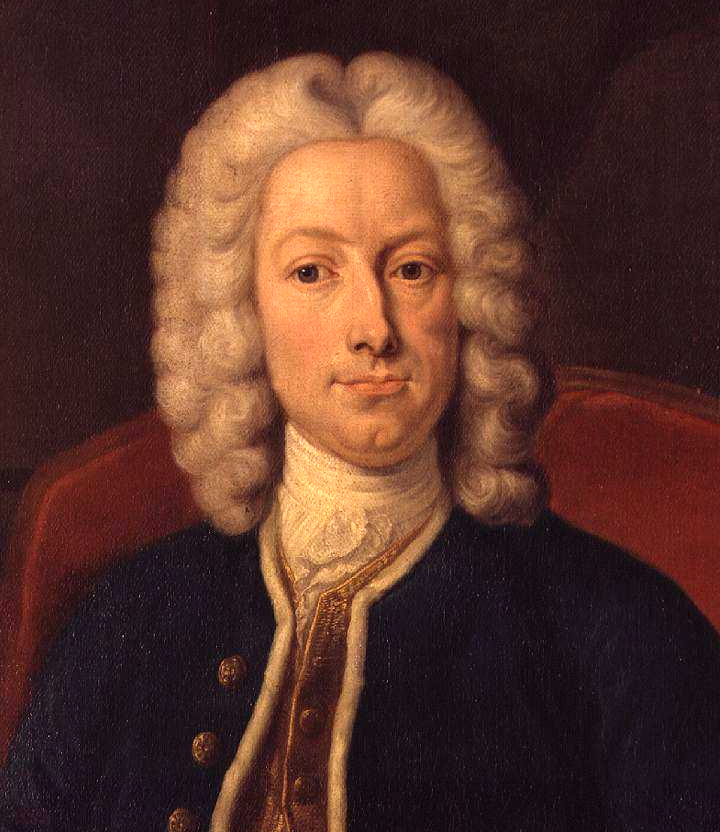
ハーヴィー男爵

一般的的に信じられている説によると、キャロラインは既婚者の廷臣ハーヴィー男爵を愛したため不幸せだった。ハーヴィーが1743年に死去すると、キャロラインはセント・ジェームズ宮殿に隠棲、家族と親しい友人しか会わなくなった。また、彼女はよく寄付したという。
キャロラインは未婚で子供のないまま、1757年12月28日にセント・ジェームズ宮殿で死去した。
ホレス・ウォルポールはキャロラインについて、「彼女の健康は数年間危険な状態にあったが、彼女の死はある意味新しく突然であり、彼女自身もそれを望みながら予想はしていなかった」と書き、「私は王党派ではないが、彼女への賛辞を惜しむことはない」と称えた。

## 紋章
1719年1月31日、キャロラインはグレートブリテン国王の孫娘として、国の紋章を一部変更した上での使用を許可された。1727年8月30日、キャロラインはグレートブリテン国王の娘として、再び国の紋章を一部変更した上での使用を許可された（以前とは変更の箇所が違う）。

1727年8月30日以降の紋章